# Boney M.
Boney M. er en tysk discogruppe, som havde sin storhedstid i 1970'erne og starten af 1980'erne. Gruppen blev dannet i 1975/1976 af Frank Farian, som skrev de fleste af gruppens sange og producerede alle gruppens udgivelser. 
Gruppemedlemmerne fra 1976 var Marcia Barrett, Liz Mitchell, Maizie Williams og Bobby Farrell. I 1982 blev Bobby Farrell afløst af Reggie Tsiboe. I 1984 gæstede Bobby Farrell gruppen på singlen "Happy Song". Da singlen "Young Free & Single" blev udgivet sammen med LP'en "Eye Dance" i 1985, var Bobby Farrell tilbage i gruppen, der nu inkluderede Marcia Barrett, Liz Mitchell, Maizie Williams, Reggie Tsiboe samt Bobby Farrell. Denne besætning var intakt indtil 1986, hvor gruppen officielt gik i opløsning. Gruppen blev gendannet officielt i 1988 i anledning af udgivelsen af remix-LP'en The Greatest Hits Of All Times – Remix '88, men uden Reggie Tsiboe. Gruppen opløstes igen i 1989 og har  ikke været samlet siden.
Boney M. fik sit store gennembrud i 1976 med nummeret Daddy Cool. Herefter fulgte en række store hits som Sunny (1976), Ma Baker (1977) og Belfast" (1977). 
I 1978 slog Boney M. alle rekorder med singlen Rivers Of Babylon. B-siden, Brown Girl In The Ring, blev ligeledes et stort hit. Senere hits talte Rasputin (1978) og julegiganten Mary's Boy Child – Oh My Lord (1978), der ligesom Rivers Of Babylon slog mange salgsmæssige rekorder. 
Herefter fulgte hits som Hooray! Hooray! It's A Holi- Holiday (1979), El Lute/Gotta Go Home (1979) og Bahama Mama/I'm Born Again (1979).
Liz Mitchell og Marcia Barrett sang de kvindelige stemmer i studiet (på pladerne). Begge sang lead-vokaler og backing-vokaler. Produceren, Frank Farian, sang den dybe mandlige stemme, der var kendt som "Bobby's" stemme. Da Reggie Tsiboe blev medlem af gruppen, blev han også den del af studio-teamet og sang lead- og backing-vokaler på flere af gruppens indspilninger i perioden 1982-1985.
Ved live-koncerter sang alle gruppens medlemmer live på scenen. Det var Marcia Barrett og Liz Mitchell, der bar hovedparten af showet med deres lead-vokaler, mens den mandlige stemme blev sunget af Bobby Farrell. Maizie Williams sang også under live-koncerterne, hvorfor gruppen fungerede fuldt ud som en live-act, når de var på turne. Da Reggie Tsiboe afløste Bobby Farrell, sang han også under live-koncerterne, eftersom han også var en del af studie-teamet.

## Singler
- Baby Do You Wanna Bump (Part I & II) , 1975
- Daddy Cool / No Woman No Cry, 1976
- Sunny / New York City, 1976
- Ma Baker / Still I'm Sad, 1977
- Take The Heat Off Me/Lovin' Or Leavin' (Marcia Barrett), 1977
- Got a Man on my Mind / Perfect (Liz Mitchell), 1977
- Belfast / Plantation Boy, 1977
- Rivers of Babylon / Brown Girl in the Ring, 1978
- Rasputin / Painter Man, 1978
- Mary's Boy Child – Oh my Lord / Dancing in the Streets, 1978
- Hooray! Hooray! It's a Holi-Holiday / Ribbons Of Blue, 1979
- El Lute / Gotta Go Home, 1979
- I'm born again / Bahama Mama, 1979
- I see a Boat on the River / My Friend Jack, 1980
- Children of Paradise / Gadda-Da-Vida, 1980
- Felicidad (Margherita) / Strange, 1980
- Malaika / Consuela Biaz, 1981
- We Kill the World (Don't Kill the World) / Boonoonoonoos, 1981
- Little Drummer Boy / Boney M. On 45 (6 Years of Boney M. Hits – Medley), 1981
- Going Back West / The Carnival is over, 1982
- Zion's Daughter / White Christmas, 1982
- Jambo – Hakuna Matata (No Problems) / African Moon, 1983
- Somewhere in the World / Exodus, 1984
- Kalimba de Luna / Ten Thousand Lightyears, 1984
- Happy Song / Schools out (Boney M. featuring Bobby Farell and the School Rebels), 1984
- My Chérie Amour / Sample City, 1985
- Young Free and Single / Blue Beach, 1985
- Daddy Cool (Anniversary Recording '86) / B.M.A.G.O, 1986
- Bang Bang Lulu / Chica Da Silva, 1986
- Rivers of Babylon (Remix) / Mary's Boy Child (Rmix), 1988
- Megamix (Remix '88) / Rasputin (Remix '88), 1988
- The Summer Mega Mix /The Calender Song, 1989
- Malaika (Lambada Remix '89) / Baby Do You Wanna Bump (Remix '89), 1989
- Everybody Wants to Dance like Josephine Baker / Custer Jammin´, 1989
- Stories / Rumours (Instr.), 1990
- Christmas Mega-Mix (Mary's Boy Child – Oh My Lord) / Zion's Daughter ('86 Mix), 1992
- Boney M. Megamix /Mary's Boy Child – Oh My Lord, 1992
- Brown Girl in the Ring (Remix '93) / Brown Girl In The Ring (Radio Rap Version), 1993
- Ma Baker (Remix), 1999
- Sunny (Boney M. 2000), 2000
- Daddy Cool 2001, 2001

## Studiealbum
- Take the Heat Off Me (Boney M.), (1976)
- Love for Sale (Boney M.), (1977)
- Nightflight to Venus (Boney M.), (1978)
- Oceans of Fantasy (Boney M.), (1979)
- Boonoonoonoos (Boney M.), (1981)
- Christmas Album (Boney M.), (1981)
- Ten Thousand Lightyears (Boney M.), (1984)
- Eye Dance (Boney M. featuring Bobby Farrell),(1985)

## Opsamlingsalbum
- The Magic of Boney M. (20 Golden Hits), (1980)
- Children of Paradise – The Greatest Hits of Boney M. – Vol. 2, (1981)
- Fantastic Boney M., (1984)
- Kalimba de Luna (16 Happy Songs With Boney M.), (1984)
- Christmas with Boney M., (1984)
- The Best of 10 Years – 32 Superhits, (1986)
- Die 20 schönsten Weihnachtslieder der Welt, (1986)
- The 20 Greatest Christmas Songs, (1986)
- Greatest Hits of All Times – Remix '88, (1988)
- Greatest Hits of All Times – Remix '89 – Volume II, (1989)
- The Collection, (1991)
- Star Collection – Daddy Cool, (1991)
- The Most Beautiful Christmas Songs of the World, (1992)
- Gold – 20 Super Hits, (1992)
- The Greatest Hits, (1993)
- More Gold – 20 Super Hits – Vol. II, (1993)
- Sunny, (1995)
- Hit Collection (3CD Box), (1996)
- Best In Spain (1996)
- The Best of Boney M., (1997)
- Norske Hits, (1998)
- A Wonderful Christmas Time, (1998)
- Christmas Party, (1998)
- Ultimate (Boney M.), (1999)
- 20th Century Hits (Boney M. 2000), (1999)
- 25 Jaar Na Daddy Cool (2CD), (2000)
- The Complete Collection (2CD), (2000)
- Their Most Beautiful Ballads, (2000)
- L'Essentiel, (2001)
- Greatest Hits (Boney M.) (2CD), (2001)
- The Best of Boney M. (Original Hits), (2001)
- The Greatest Hits, (2001)
- Christmas Party, (2003)
- The Magic of Boney M. (2006)
- Hit Collection, (2007)
- Christmas with Boney M., (2007)
- The Collection (3CD Box Set), (2008)
- Rivers Of Babylon (A Best Of Collection), (2008)
- Ultimate Boney M. – Long Versions and Rarities, (2008)
- Christmas Time, (2008)
- The Complete Boney M. (8CD and 1DVD), (2008)
- The Best 12" Versions, (2008)
- 2CD's (Sunny & The Best 12" Versions), (2008)
- In The Mix, (2008)
- The Magic Of Boney M. – The Danish Collection (2CD), (2008)

## DVD'er
- Gold – DVD, (2001)
- Greatest Hits, (2001)
- Special Edition EP, (2003)
- The Magic of Boney M., (2006)
- Fantastic Boney M. – On Stage and on the Road, (2007)